# حانوت (الغربية)
حانوت إحدى قرى مركز زفتى التابع لمحافظة الغربية بجمهورية مصر العربية.

## التاريخ
كان للمدينة في العصر الإسلامي شهرة في زراعة الكتان. ذكرها علي مبارك في كتابه الخطط التوفيقية باسم "الحانوت"، حيث ذكر أنها من قرى مديرية الغربية بقسم زفتة.

## السكان
بلغ عدد سكان حانوت 19,031 نسمة حسب تقدير عام 2018.
| السنة  | 1882 | 1897 | 1907 | 1927 | 1947 | 1960 | 1976 | 1986 | 1996   | 2006   | 2018   |
| ------ | ---- | ---- | ---- | ---- | ---- | ---- | ---- | ---- | ------ | ------ | ------ |
| القرية | 2160 | 3759 | 3728 | 5210 | 6155 | 5167 | 6442 | 9584 | 11,916 | 13,932 | 19,031 |